# Linia 4 metra w Paryżu
Linia 4 paryskiego metra jest linią zbudowaną w Paryżu w 1908 roku. Ostatnio rozbudowywana w 2022 roku. Przebiega przez całe miasto - z północy od Porte de Clignancourt na południe do Bagneux – Lucie Aubrac. Aktualnie trwa automatyzacja linii, która ma się zakończyć w 2023 roku.

## Lista stacji

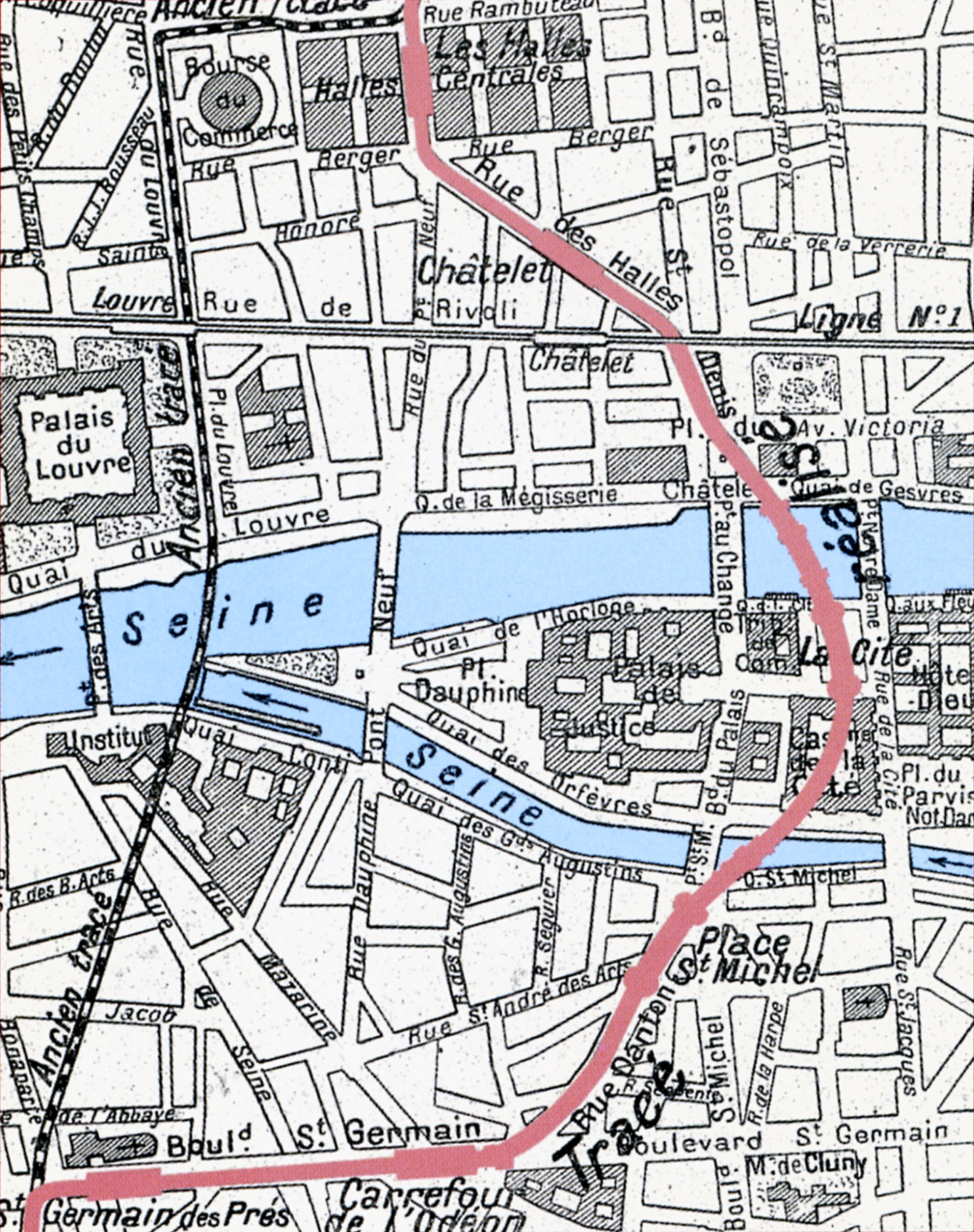
Przebieg linii 4 pod wyspą Île de la Cité i Sekwaną

| #  | Nazwa                                     | Miejscowość/dzielnica                      | Otwarcie | Możliwe przesiadki | Liczba pasażerów (2021) | Pozycja w całym systemie względem liczby pasażerów (2021) |
| -- | ----------------------------------------- | ------------------------------------------ | -------- | ------------------ | ----------------------- | --------------------------------------------------------- |
| 1  | Porte de Clignancourt Puces de Saint-Ouen | 18. dzielnica                              | 1908     |                    | 5 611 814               | 24                                                        |
| 2  | Simplon                                   | 18. dzielnica                              | 1908     | –                  | 2 056 501               | 173                                                       |
| 3  | Marcadet – Poissonniers                   | 18. dzielnica                              | 1908     |                    | 3 982 005               | 55                                                        |
| 4  | Château Rouge                             | 18. dzielnica                              | 1908     | –                  | 5 841 122               | 22                                                        |
| 5  | Barbès – Rochechouart                     | 9. dzielnica; 10. dzielnica; 18. dzielnica | 1908     |                    | 5 390 939               | 26                                                        |
| 6  | Gare du Nord                              | 10. dzielnica                              | 1908     |                    | 34 503 097              | 1                                                         |
| 7  | Gare de l'Est                             | 10. dzielnica                              | 1908     |                    | 15 538 471              | 5                                                         |
| 8  | Château d'Eau                             | 10. dzielnica                              | 1908     | –                  | 2 687 103               | 129                                                       |
| 9  | Strasbourg – Saint-Denis                  | 2. dzielnica; 3. dzielnica; 10. dzielnica  | 1908     |                    | 6 345 770               | 16                                                        |
| 10 | Réaumur – Sébastopol                      | 2. dzielnica; 3. dzielnica                 | 1908     |                    | 3 579 544               | 73                                                        |
| 11 | Étienne Marcel                            | 1. dzielnica; 2. dzielnica                 | 1908     | –                  | 1 705 639               | 206                                                       |
| 12 | Les Halles                                | 1. dzielnica                               | 1908     |                    | 10 623 876              | 8                                                         |
| 13 | Châtelet                                  | 1. dzielnica; 4. dzielnica                 | 1908     |                    | 8 350 794               | 10                                                        |
| 14 | Cité                                      | 4. dzielnica                               | 1910     | –                  | 1 004 657               | 284                                                       |
| 15 | Saint-Michel                              | 5. dzielnica; 6. dzielnica                 | 1910     |                    | 3 747 385               | 65                                                        |
| 16 | Odéon                                     | 6. dzielnica                               | 1910     |                    | 3 478 491               | 80                                                        |
| 17 | Saint-Germain-des-Prés                    | 6. dzielnica                               | 1910     | –                  | 2 378 860               | 142                                                       |
| 18 | Saint-Sulpice                             | 6. dzielnica                               | 1910     | –                  | 1 571 987               | 225                                                       |
| 19 | Saint-Placide                             | 6. dzielnica                               | 1910     | –                  | 2 391 205               | 141                                                       |
| 20 | Montparnasse – Bienvenüe                  | 6. dzielnica; 14. dzielnica; 15. dzielnica | 1910     |                    | 20 407 224              | 4                                                         |
| 21 | Vavin                                     | 6. dzielnica; 14. dzielnica                | 1910     | –                  | 1 322 588               | 250                                                       |
| 22 | Raspail                                   | 14. dzielnica                              | 1909     |                    | 1 238 357               | 259                                                       |
| 23 | Denfert-Rochereau Colonel Rol-Tanguy      | 14. dzielnica                              | 1909     |                    | 2 543 959               | 133                                                       |
| 24 | Mouton-Duvernet                           | 14. dzielnica                              | 1909     | –                  | 1 131 403               | 271                                                       |
| 25 | Alésia                                    | 14. dzielnica                              | 1909     | –                  | 3 098 136               | 100                                                       |
| 26 | Porte d'Orléans Général Leclerc           | 14. dzielnica                              | 1909     |                    | 4 175 817               | 49                                                        |
| 27 | Mairie de Montrouge                       | Montrouge                                  | 2013     | –                  | 4 316 647               | 45                                                        |
| 28 | Montrouge Barbara                         | Montrouge; Bagneux                         | 2022     | –                  | –                       | –                                                         |
| 29 | Bagneux – Lucie Aubrac                    | Bagneux                                    | 2022     | –                  | –                       | –                                                         |